# العلاقات الأسترالية الإندونيسية
العلاقات الأسترالية الإندونيسية هي العلاقات الثنائية التي تجمع بين أستراليا وإندونيسيا.

## مقارنة بين البلدين
هذه مقارنة عامة ومرجعية للدولتين:
| وجه المقارنة                                              | أستراليا                                   | إندونيسيا         |
| --------------------------------------------------------- | ------------------------------------------ | ----------------- |
| المساحة (كم2)                                             | 7.69 مليون                                 | 1.90 مليون        |
| عدد السكان (نسمة)                                         | 24.51 مليون                                | 263.99 مليون      |
| الكثافة السكانية (ن./كم²)                                 | 3.19                                       | 138.94            |
| العاصمة                                                   | كانبرا، ملبورن                             | جاكرتا            |
| اللغة الرسمية                                             | لغة إنجليزية                               | اللغة الإندونيسية |
| العملة                                                    | دولار أسترالي، جنيه إسترليني، جنيه أسترالي | روبية إندونيسية   |
| الناتج المحلي الإجمالي (بليون دولار)                      | 1.32 تريليون                               | 1.02 تريليون      |
| الناتج المحلي الإجمالي (تعادل القوة الشرائية) بليون دولار | 1.10 تريليون                               | 2.85 تريليون      |
| الناتج المحلي الإجمالي الاسمي للفرد دولار أمريكي          | 56.31 ألف                                  | 3.35 ألف          |
| الناتج المحلي الإجمالي للفرد دولار أمريكي                 | 45.92 ألف                                  | 10.52 ألف         |
| مؤشر التنمية البشرية                                      | 0.939                                      | 0.684             |
| رمز المكالمات الدولي                                      | +61                                        | +62               |
| رمز الإنترنت                                              | .au                                        | .id               |
| المنطقة الزمنية                                           |                                            |                   |

## مدن متوأمة
في ما يلي قائمة باتفاقيات التوأمة بين مدن أسترالية وإندونيسية:
- ترتبط نيوساوث ويلز مع جاكرتا باتفاقية توأمة منذ 9 مايو 1984.
- ترتبط City of Perth [الإنجليزية]‏ مع بادنغ باتفاقية توأمة منذ 23 أبريل 1979.[22][23][24]
- ترتبط بريزبان مع سمارانغ باتفاقية توأمة منذ 1985.[25][25]

## منظمات دولية مشتركة
يشترك البلدان في عضوية مجموعة من المنظمات الدولية، منها:
| علم المنظمة | اسم المنظمة                                      | تاريخ انضمام أستراليا | تاريخ انضمام إندونيسيا |
| ----------- | ------------------------------------------------ | --------------------- | ---------------------- |
|             | منتدى آسيان الإقليمي ‏                            | ?                     | ?                      |
|             | الاتحاد البريدي العالمي                          | ?                     | ?                      |
|             | بنك التنمية الآسيوي                              | 1966                  | 1966                   |
|             | يونسكو                                           | 4 نوفمبر 1946         | 27 مايو 1950           |
|             | البنك الدولي للإنشاء والتعمير                    | 5 أغسطس 1947          | 13 أبريل 1967          |
|             | أسيان                                            | ?                     | 8 أغسطس 1967           |
|             | منظمة الشرطة الجنائية الدولية                    | ?                     | 5 أكتوبر 1954          |
|             | الأمم المتحدة                                    | 1 نوفمبر 1945         | 28 سبتمبر 1950         |
|             | منتدى التعاون الاقتصادي لدول آسيا والمحيط الهادئ | 6 نوفمبر 1989         | 6 نوفمبر 1989          |
|             | مؤسسة التنمية الدولية                            | 24 سبتمبر 1960        | 20 أغسطس 1968          |
|             | مجموعة العشرين                                   | ?                     | ?                      |
|             | المنظمة الهيدروغرافية الدولية                    | ?                     | ?                      |
|             | منظمة التجارة العالمية                           | ?                     | ?                      |
|             | وكالة ضمان الاستثمار متعدد الأطراف               | 10 فبراير 1999        | 12 أبريل 1988          |
|             | الاتحاد الدولي للاتصالات                         | 27 مايو 1878          | 1949                   |
|             | مؤسسة التمويل الدولية                            | 20 يوليو 1956         | 23 أبريل 1968          |
|             | الفريق المعني برصد الأرض                         | ?                     | ?                      |
|             | منظمة حظر الأسلحة الكيميائية                     | ?                     | ?                      |
|             | المركز الدولي لتسوية المنازعات الاستشارية        | 1 يونيو 1991          | 28 أكتوبر 1968         |

## أعلام
هذه قائمة لبعض الشخصيات التي تربطها علاقات بالبلدين:
- أوليفيا تجاندراموليا (لاعبة كرة مضرب أسترالية، 11 مايو 1997 – )
- جيسيكا ماوبوي (4 أغسطس 1989[33][34] – )
- جيمي أديتيا (1970 – )
- لوك سميث (لاعب كرة طائرة أسترالي، 30 أغسطس 1990 – )
- ماسيمو لونغو (لاعب كرة قدم أسترالي، 25 سبتمبر 1992[35] – )
- نيا ذو القرنين (ممثلة إندونيسية، 19 يونيو 1970[36] – )
- نيك ليندل (لاعب كرة مضرب أسترالي، 31 يوليو 1988 – )

## وصلات خارجية
- موقع وزارة الخارجية الأسترالية
- موقع وزارة الخارجية الإندونيسية